# Encyrtus sacchari
Encyrtus sacchari är en stekelart som beskrevs av Annecke 1963. Encyrtus sacchari ingår i släktet Encyrtus och familjen sköldlussteklar.
Artens utbredningsområde är:
- Benin.
- Kamerun.
- Gabon.
- Elfenbenskusten.
- Kenya.
- Nigeria.
- Senegal.
- Zimbabwe.

Inga underarter finns listade i Catalogue of Life.